# Francesco I Sforza
Francesco Sforza, född 1401, död 8 mars 1466 då han föll från sin häst, var en italiensk kondottiär, legosoldatledare, som grundade dynastin Sforza. Han var son till Muzio Attendolo Sforza och stred ofta mot sin bror Allesandro Sforza. Han var gift med Bianca Maria Visconti.

## Biografi
Från 1419 stred han tillsammans med sin far och blev känd för att han kunde böja metallstänger med sina bara händer. Senare visade han sig vara en utmärkt taktiker och en skicklig befälhavare. Efter sin fars bortgång stred han först för den napolitanska armén och sedan för påven Martin V och hertigen av Milano, Filippo Maria Visconti. Efter några framgångsrika fältslag hamnade han i onåd och skickades till slottet Mortara som fånge i praktiken. Efter en lyckad expedition mot Lucca återfick han senare sin status. Genom giftermålet med hertigens dotter blev han 1450 själv hertig av Milano.